# جورج إدوارد دوبسون
كان جورج إدوارد دوبسون زميل فيالجمعية الملكية وعضو بالجمعية اللينية في لندن وجمعية علم الحيوان في لندن (4 سبتمبر 1848 في Edgeworthstown، مقاطعة لونجفورد، أيرلندا - 26 نوفمبر 1895)، وهو عالم حيوانات أيرلندي وكان أيضًا مصورًا وجراحًا في الجيش.